# 陳甜
陳甜（1900年—1986年），又名陳精文，台湾藝旦與社會運動支持者。她是蔣渭水的側室。

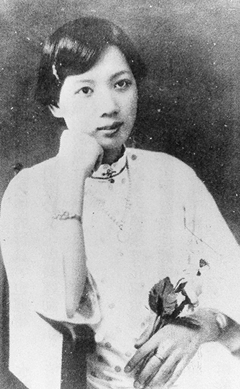
陳甜，攝影於1923年

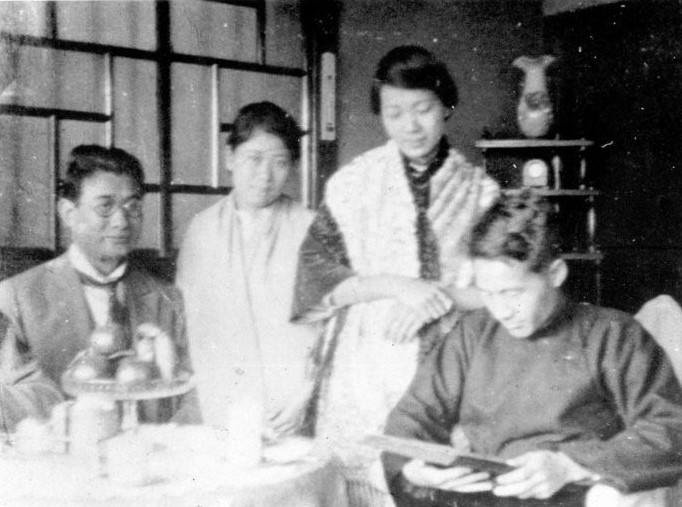
陳甜(次右)與蔣渭水與及黃呈聰夫妻(左二)在大安醫院裡，攝影於1923年

## 生平
1919年前後，時為藝旦的陳甜在東薈芳與蔣渭水結識。不久，陳甜嫁與蔣渭水為妾，蔣渭水也將她的名字改作「精文」，且從此持續教導她識字和閱讀各種漢文及日文書籍。當時，陳甜也因而加入臺灣文化協會臺北青年讀書會。此後，陳甜持續陪伴蔣渭水從事社會運動；蔣渭水入獄時，她會代替他出席講演會，並演說以宣傳其理念。
1924年及1925年，蔣渭水因治警事件遭判刑入獄共計144天；期間，陳甜與蔣渭水經常書信來往，並寄與衣物、書籍還有其它同志的物品。
1931年8月5日，蔣渭水因病逝世；此時，陳甜一直陪伴在蔣渭水身邊。
蔣渭水逝世後，陳甜選擇遁入空門，於慈雲佛堂出家並渡過餘生；此後，陳甜被多次勸以改嫁，但她總是淡然婉拒。
1986年10月13日，陳甜因腦溢血病逝於慈雲寺，享壽87歲。10月19日，於慈雲寺舉行告別式。

## 流行文化

### 音樂劇
- 《渭水春風》（洪瑞襄飾）